# Estany del Cap dels Pessons
L'Estany del Cap dels Pessons est un lac d'Andorre situé dans la paroisse d'Encamp à une altitude de 2 579 m.

## Toponymie
Estany est un terme omniprésent dans la toponymie andorrane, désignant en catalan un « étang ». Estany dérive du latin stagnum signifiant « étendue d'eau ».
Cap signifie « tête » en catalan et provient du latin caput de même sens,. Dans la toponymie andorrane, cap est à comprendre au travers de l'expression al cap de signifiant « à la tête de » et donc « en haut de ». Cap dels Pessons désigne la partie haute du cirque des Pessons ce qui concorde avec la situation géographique du lac. Celui-ci est en effet niché au fond du cirque, immédiatement au pied des crêtes du Gargantillar, à une altitude bien supérieure à celles des lacs avoisinants.
Pessons est la forme plurielle d'un terme catalan spécifiquement andorran, pessó ou peçó, signifiant littéralement « monticule »,. Dans ce cas, le terme s'applique aux amas de pierres liés aux dépôts glaciaires retrouvés dans le cirque,.
En somme l'estany del Cap dels Pessons est l'« étang situé à la partie haute du cirque des Pessons », c'est-à-dire du « cirques des monticules [de pierres] ».

## Géographie

### Topographie et géologie
L'estany del Cap dels Pessons occupe une cuvette de sur-creusement au fond du cirque glaciaire des Pessons à une altitude de 2 579 m.  Le lac est surplombé par le relief découpé des crêtes du Gargantillar dépassant les 2 800 m d'altitude.
Comme l'ensemble du cirque des Pessons, le lac se trouve sur la chaîne axiale primaire des Pyrénées. Le socle rocheux y est formé de granite, comme dans tout le Sud-Est de l'Andorre, en raison de la présence du batholite granitique de Mont-Louis-Andorre s'étendant jusqu'en Espagne et couvrant une surface de 600 km2.
| \| Estany del Cap dels Pessons \|                                  |                       |
| L'estany del Cap dels Pessons sur la carte géologique de l'Andorre | Le cirque des Pessons |
| Estany del Cap dels Pessons                                        |                       |

### Hydrographie
Le lac s'étend sur une surface de 0,9 ha. Ses eaux font partie du bassin versant de la Valira d'Orient comme l'ensemble du cirque des Pessons.
| \| Estany del Cap dels Pessons \|                                                   |                                             |
| L'estany del Cap dels Pessons sur la carte des bassins hydrographiques de l'Andorre | La vallée de la Valira d'Orient à Grau Roig |
| Estany del Cap dels Pessons                                                         |                                             |

## Randonnée
Le lac est accessible à pied au départ de Grau Roig. Il se situe sur le trajet du GR7 franco-espagnol qui traverse le sud-est du pays sur 40 km, ainsi que sur le trajet du GRP. Ce dernier forme une boucle s'étendant sur environ 120 km au travers de toutes les paroisses andorranes.